# Parque del Pueblo (Urumqi)
El Parque del Pueblo (en chino: 人民公园) es un parque público urbano en el centro de Urumchi, capital de la Región Autónoma Uigur de Sinkiang (Xinjiang), en el noroeste de China.  El Parque del Pueblo y la cercana Hong Shan son áreas de recreación muy populares para los residentes locales. El Museo Uigur de Xinjiang antiguamente estuvo ubicado en el parque.
Después de que la dinastía Qing conquistara el Kanato de Zungaria en 1755 , el emperador Qianlong estableció la ciudad de Dihua ( Ürümqi ) en Zungharia. Fuera de las murallas de la ciudad, un lago en el antiguo cauce del río Ürümqi fue hecho en una zona de recreo para los funcionarios Qing. Varios años más tarde, el funcionario Mongol Wumi Tai (伍 彌 泰) construyó el Pabellón Xiuye (秀 野 亭) , la primera estructura en la zona, que se convirtió en una gran atracción en Dihua . El lago más tarde fue llamado Lago Guan.
En 1912 fue convertido en un parque.